# Pirates of the Mississippi
Die Pirates of the Mississippi war eine US-amerikanische Country-Band der 1990er Jahre, der trotz positiver Bewertung der Musikszene der große kommerzielle Erfolg versagt blieb. Ihr größter Hit war 1991 Feed Jake.

## Werdegang
Mitte der 1980er Jahre fanden sich in Nashville fünf Session- und Amateurmusiker zusammen, um in ihrer Freizeit zu musizieren. Im Mittelpunkt standen die Songwriter Bill McCorvey (* 4. Juli 1959 in Montgomery, Alabama) und Rich Alves (* 25. Mai 1953 in Pleasanton, Kalifornien). Weitere Mitglieder waren der Drummer Jimmy Lowe (* 2. August 1955 in Atlanta, Georgia), der Bassist Dean Townson (* 2. April 1959 in Battle Creek, Michigan) und der Steel-Gitarrist Pat Seavers (* 10. November 1952 in Camden, South Carolina).
Man spielte an Wochenenden in kleineren Clubs und baute sich allmählich in der Szene eine Gefolgschaft auf. Die großen Labels wurden bald auf die talentierten Musiker aufmerksam. 1989 wurde mit Capitol Records ein Schallplattenvertrag abgeschlossen. Das erste Album, Pirates of the Mississippi, erschien Mitte 1990 und erreichte respektable Verkaufszahlen. Die Singleauskopplung Honky Tonk Blues rückte bis auf Platz Dreißig der Country-Charts vor. Die übernächste Single, Feed Jake, schaffte es gar auf Platz fünfzehn und wurde zum größten Erfolg der Band. Das zugehörige Video wurde mit mehreren Preisen ausgezeichnet und die Band von der Academy of Country Music zur Nachwuchsgruppe des Jahres 1991 gewählt.
Ihr nächstes Album, Walk The Plank, erschien September 1991 und brachte einige Singles hervor, die mittlere Plätze der Top-100 erreichten. Der mit Rock- und Blueselementen angereicherte Sound wurden von der Kritik positiv aufgenommen, nicht aber vom breiten Publikum. Die Verkaufszahlen gingen stetig zurück. Nach zwei enttäuschenden Alben verloren die Pirates 1994 ihren Schallplattenvertrag. Im gleichen Jahr wurde der Steel-Gitarrist Pat Severs durch Greg Trostle ersetzt. 1995 wechselte man zum kleineren Giant-Label.

## Diskografie

### Alben
- 1990: Pirates Of The Mississippi (Capitol)
- 1991: Walk The Plank (Liberty)
- 1992: A Street Man Named Desire (Liberty)
- 1993: Dream You (Liberty)
- 1994: Best of the Pirates Of The Mississippi (Liberty)
- 1995: Paradise (Giant)
- 2006: Heaven And A Dixie Night (Evergreen)